# Thomas Häßler
Thomas Häßler (Nyugat-Berlin, 1966. május 30. –) világ- és Európa-bajnok német labdarúgó, középpályás, edző.

## Pályafutása

### Klubcsapatban
A BFC Meteor 06, majd Reinickendorfer Füchse korosztályos csapataiban kezdte a labdarúgást. Profi pályafutását 1984-ben az 1. FC Köln együttesében kezdte, ahol hat idényen keresztül szerepelt és két bajnoki ezüstéremhez segítette a csapatot.
1990 és 1994 között az olasz élvonalban szerepelt. Az 1990–91-es idényben a Juventus, 1991 és 1994 között az AS Roma játékosa volt.
1994-ben hazatért és a Karlsruher SC csapatához szerződött, ahol négy idényen át játszott. Első komoly sérülését is ebben az időszakban szenvedte el, amikor a Fortuna Düsseldorf elleni bajnoki mérkőzésen lábtörést szenvedett. Az 1998–99-es szezonban a Borussia Dortmund játékosa volt. A vezetőedző Michael Skibbe-vel folyamatosan vitája volt és ennek köszönhetően csak 18 bajnoki mérkőzésen szerepelt és sohasem játszotta végig a teljes játékidőt. Emiatt 1999-ben az 1860 München csapatához szerződött, ahol újabb sikeres négy idényt töltött el és a csapat meghatározó játékosa volt. A 2003–04-es idényben az osztrák SV Salzburg csapatában szerepelt és itt vonult vissza az aktív labdarúgástól.
Teljes pályafutása alatt 539 bajnoki mérkőzésen 81 gólt szerzett. Kétszer választották az év német labdarúgójának (1989, 1992). Bár minden idők egyik legjobb német labdarúgója volt ennek ellenére sohasem nyert klubjaival semmilyen trófeát.

### A válogatottban
1988 és 2000 között 101 alkalommal szerepelt a német válogatottban és 11 gólt szerzett. Tagja volt az 1990-es világbajnok és az 1996-os Európa-bajnok csapatnak. 1988-ban a szöuli olimpián bronzérmet szerzett a nyugatnémet válogatottal. 1986-ban egyszer szerepelt az U21-es, 1987–88-ban pedig 11-szer az olimpiai válogatottban.

### Edzőként
Häßler segédedzőként dolgozott az 1. FC Kölnnél, majd Berti Vogts segédje volt a nigériai válogatottnál. 2014 nyarától az iráni Padideh FC segédedzője régi barátja Alireza Marzban mellett.

## Sikerei, díjai
- Az év német labdarúgója: 1989, 1992
- Az év labdarúgója (FIFA World Player of the Year):
  - bronzdíjas: 1992

 NSZK és Németország
- Olimpiai játékok
  - bronzérmes: 1988, Szöul
- Világbajnokság
  - világbajnok: 1990, Olaszország
- Európa-bajnokság
  - Európa-bajnok: 1996, Anglia
  - ezüstérmes: 1992, Svédország
  - a torna legjobb csapatának a tagja: 1992, Svédország

 1. FC Köln
- UEFA-kupa
  - döntős: 1985–86
- Nyugatnémet bajnokság (Bundesliga)
  - 2.: 1988–89, 1989–90

 Juventus FC
- Olasz szuperkupa (Supercoppa Italiana)
  - döntős: 1990

 AS Roma
- Olasz szuperkupa (Supercoppa Italiana)
  - döntős: 1991
- Olasz kupa (Coppa Italia)
  - döntős: 1993

 Karlsruher SC
- Német kupa (DFB-Pokal)
  - döntős: 1996